# 劉家窯駅
劉家窯駅（りゅうかようえき）は中華人民共和国北京市豊台区に位置する北京地下鉄5号線の駅。

## 駅構造

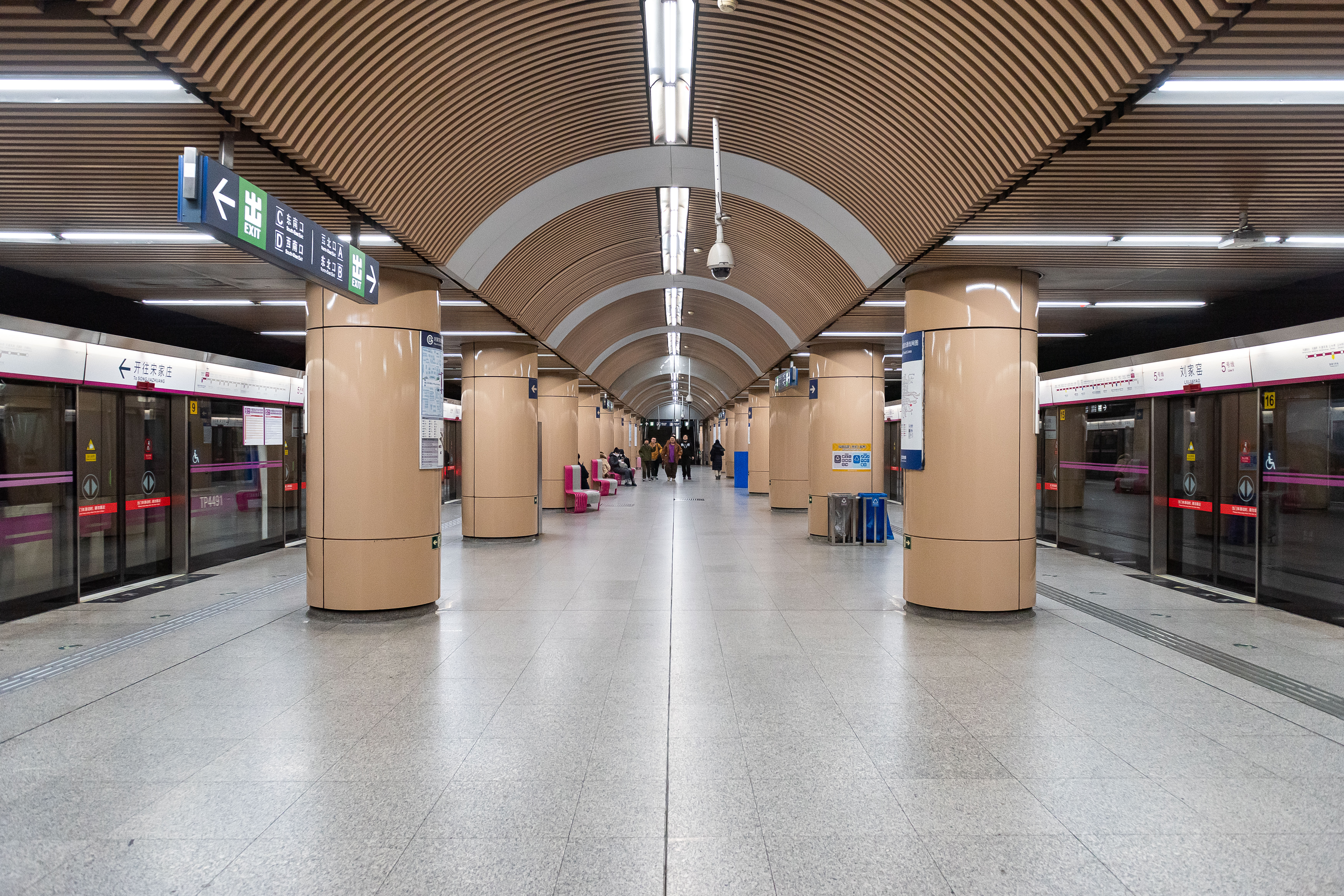
ホーム

## 歴史
- 2007年10月7日 - 開業。

## 隣の駅
北京地下鉄
■5号線
宋家荘駅 - 劉家窯駅 - 蒲黄楡駅
| スタブアイコン | サブスタブ | この項目は、まだ閲覧者の調べものの参照としては役立たない、鉄道に関連した書きかけの項目です。この項目を加筆・訂正などしてくださる協力者を求めています（P:鉄道/PJ:鉄道）。 |

座標: 北緯39度51分21秒 東経116度24分56秒 / 北緯39.85589度 東経116.41562度